# Massif de l'Aigoual et du Lingas
Massif de l'Aigoual et du Lingas este o arie protejată (sit de importanță comunitară — SCI) din Franța întinsă pe o suprafață de 10.546 ha, integral pe uscat.

## Localizare
Centrul sitului Massif de l'Aigoual et du Lingas este situat la coordonatele 44°06′01″N 3°31′54″E / 44.10028°N 3.53167°E.

## Înființare
Situl Massif de l'Aigoual et du Lingas a fost declarat arie specială de conservare în baza directivei 92/43 din 1992 referitoare la conservarea habitatelor naturale și a faunei și florei sălbatice pentru a proteja 1 specie de plante și 16 specii de animale.

## Biodiversitate
Situată în ecoregiunea mediteraneană, aria protejată conține 7 habitate naturale: Pajiști uscate europene, Formațiuni montane de Cytisus purgans, Liziere de ierburi înalte hidrofile de câmpie și de nivel montan până la alpin, Turbării active, Pante stâncoase silicioase cu vegetație casmofită, Fânețe montane, Formațiuni ierboase bogate în specii de Nardus, dezvoltate pe substraturi silicioase în zone montane (și în zone submontane, în Europa continentală).
La baza desemnării sitului se află mai multe specii protejate:
- plante (1): Buxbaumia viridis
- mamifere (9): liliac cârn (Barbastella barbastellus), vidră de râu (Lutra lutra), liliac cu aripi lungi (Miniopterus schreibersii), liliac cu urechi de șoarece (Myotis blythii), liliac cărămiziu (Myotis emarginatus), liliac comun (Myotis myotis), liliacul mediteranean cu potcoavă (Rhinolophus euryale), liliacul mare cu potcoavă (Rhinolophus ferrumequinum), liliacul mic cu potcoavă (Rhinolophus hipposideros)
- nevertebrate (6): Austropotamobius pallipes, croitorul mare al stejarului (Cerambyx cerdo), Euplagia quadripunctaria, rădașcă (Lucanus cervus), Osmoderma eremita, Rosalia alpina
- pești (1): Barbus meridionalis

Pe lângă speciile protejate, pe teritoriul sitului au mai fost identificate 3 specii de nevertebrate.